# Emma Schlangenhausen
Emma Schlangenhausen, née le 9 mars 1882 au Hall en Tyrol et décédée le 11 mars 1947 à Großgmain, est une artiste peintre et une graveuse autrichienne.

## Biographie
Peu après sa naissance, Emma Schlangenhausen et sa famille déménage à Graz, où son père, qui a travaillé comme psychiatre à Hall, a été nommé directeur de la Landes-Irrenanstalt à Styrie. Elle intègre tout d’abord l'École d'art graphique et expérimental de Vienne. De 1900 à 1905, elle étudie à l'Université des arts appliqués de Vienne. Elle est notamment l’élève de Koloman Moser et d'Alfred Roller. 
Vers 1910, elle se rend en Suisse avec son amie Helene von Taussig pour étudier avec Cuno Amiet. Entre 1910 et 1914, elle s’installe à Paris, où son travail est influencé par Kees van Dongen. Pendant la Première Guerre mondiale, Emma Schlangenhausen, comme beaucoup de ses collègues, est active dans les soins médicaux militaires. En 1919, elle s'installe avec Helene von Taussig à Salzbourg, où vivent ses camarades Maria Cyrenius et Hilde Exner. 
En 1919, Emma Schlangenhausen rejoint la toute nouvelle association d'artistes "Wassermann", pour laquelle elle conçoit l'affiche et la couverture du catalogue de la première exposition du groupe. Elle est également membre de l’association des artistes plasticiennes et artisanes Wiener Frauenkunst, et de l'Association des artistes plasticiens d'Autriche. 
Emma Schlangenhausen meurt le 12 mars 1947 à Großgmain, près de Salzbourg. 

## Carrière artistique

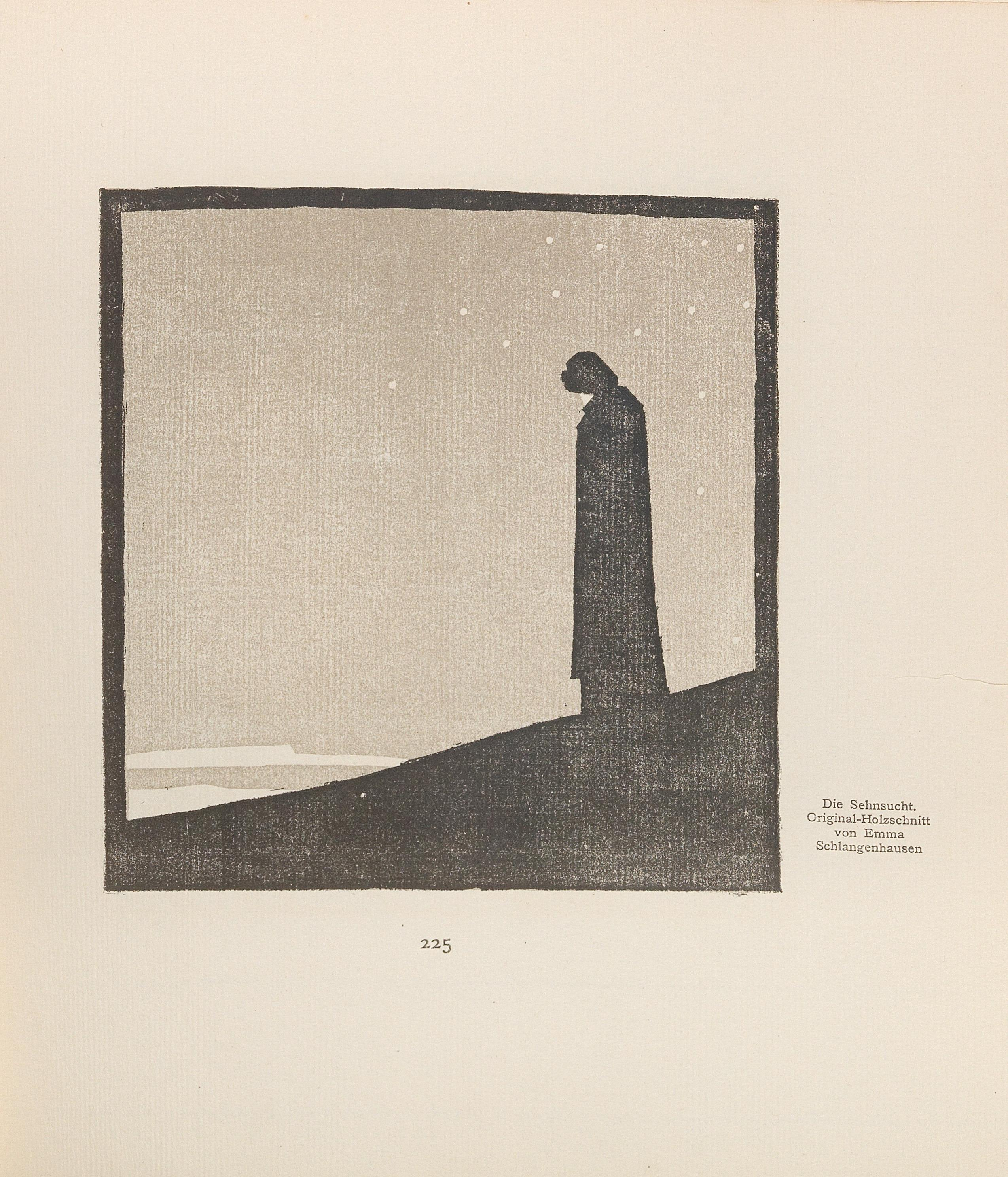
Die Sehnsucht pour Mitteilungen der Vereinigung Bildender Künstler Österreichs, volume VI, numéro 12, publié dans Ver Sacrum en 1903.

Dans le cadre de ces associations, Emma Schlangenhausen développe une riche activité d'exposition. Désormais, elle ne travaille plus dans le domaine appliqué, mais réalise des gravures sur bois en contraste noir et blanc explicite, notamment sur des thèmes religieux. En outre, elle réalise quelques fresques pour le monastère franciscain de Salzbourg, qui ont cependant été détruites pendant la Seconde Guerre mondiale. Elle est influencée par l’art poétique et le mouvement artistique Nabi,.
Parmi ses œuvres notables se distingue Fläche, un travail au pochoir qui évite tous les clichés viennois conventionnels et montre simplement une vue transversale du boulevard Ring de Vienne avec la voie principale et les voies latérales. L'apparente banalité du choix du motif est transformée en une vue attrayante de la ville par la façon dont les arbres sont conçus, notamment par la dissolution cohérente des arbres en une surface avec des ornements géométriques.
En 1903, la gravure sur bois de l’artiste, Die Sehnsucht (Le désir) est publié dans Ver Sacrum, le magazine de la Sécession viennoise, et symbolise une grande reconnaissance pour le travail de la jeune étudiante. Elle remporte une médaille d’argent, à l'exposition universelle de 1904 à St Louis. En 1908 et 1920, elle expose dans des salons d'art à Vienne. 
Pendant la Seconde Guerre mondiale, Emma Schlangenhausen poursuit son travail artistique et participe à des expositions, tandis que sa compagne Helene von Taussig est expropriée en raison de ses origines juives, et déportée dans le ghetto d'Izbica en Pologne, où elle décède en 1942.

## Reconnaissance
Les œuvres d’Emma Schlangenhausen sont intégrées dans l'exposition City Of Women : Les femmes artistes à Vienne de 1900 à 1938, organisée à la Österreichische Galerie Belvedere en 2019. 

## Galerie

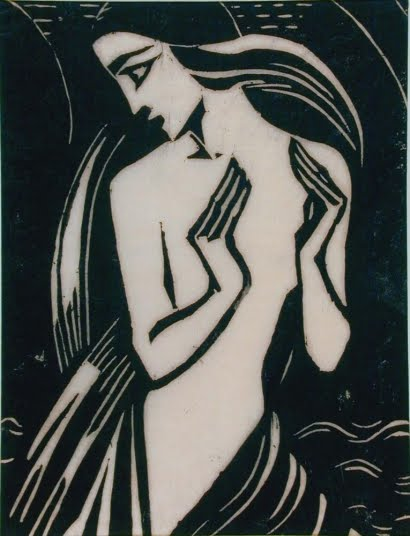
Die Frau, vers 1920.
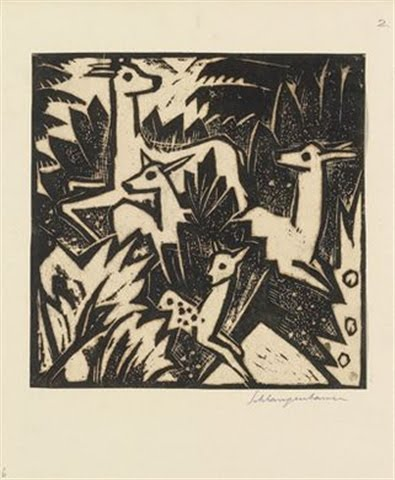
Rehe, vers 1920.
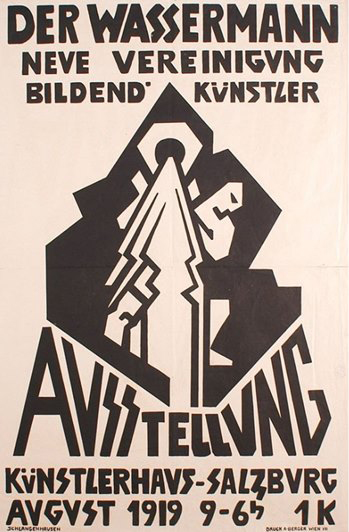
Der Wassermann, 1919.
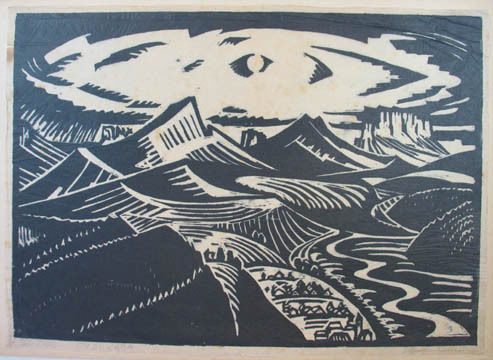
Südtirol - Col di Lana, 1925.
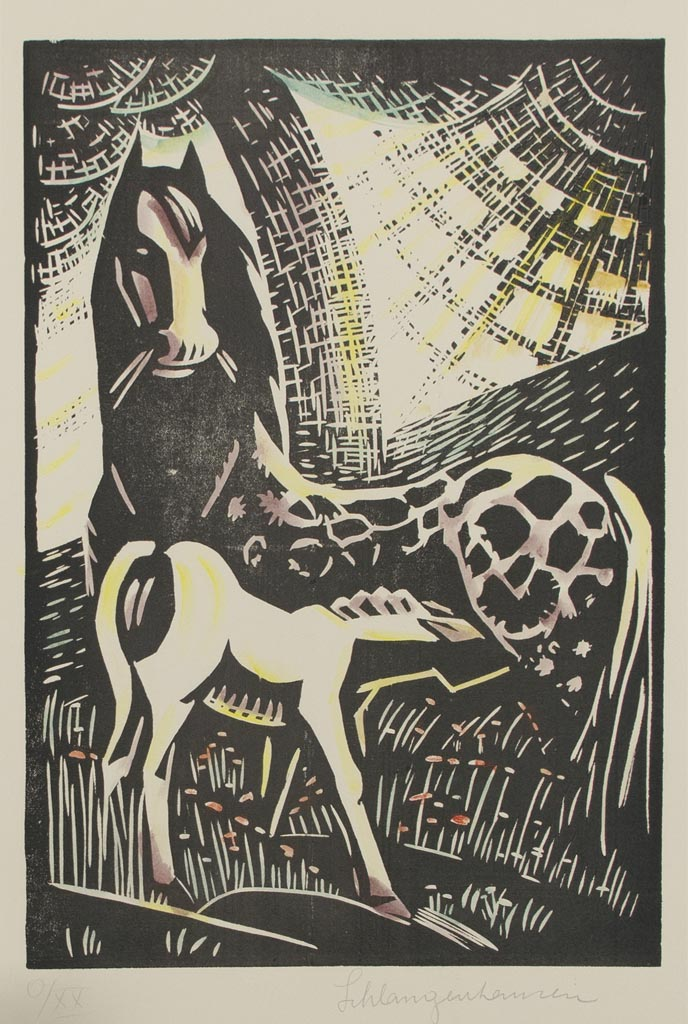
Pferd mit Fohlen auf der Wiese, vers 1920.